# Cerro La Mota Grande
El Cerro La Mota Grande es una montaña en el municipio de García, estado de Nuevo León, México. La cima es conocida como Mota del Oso y está a 2,032 metros sobre el nivel del mar. El pico secundario conocido como La Mota Grande está a 1,872 m s. n. m. y es un destino popular para excursionistas en la región. El terreno alrededor es montañoso, al sur se encuentra la Sierra Corral de los Bandidos y al noreste el Cerro La Mota Chica, alrededor se encuentras las localidades Los Fierros, Rinconada y La Gloria.
La temperatura media anual es de 19 °C, el mes más caluroso es junio, cuando la temperatura promedio es de 26 °C, y el más frío es enero con 12 °C. La precipitación media anual es de 703 milímetros. El mes más húmedo es septiembre, con un promedio de 215 mm de precipitación, y el más seco es enero, con 18 mm de precipitación.
En las faldas del cerro se encuentra la Cueva Ahumada, un sitio arqueológico con pinturas rupestres y petroglifos.